# Meet the Quagmires
Meet the Quagmires (Conozca a los Quagmire en España y La familia Quagmire en Hispanoamérica) es el decimoctavo episodio de la quinta temporada de la serie de animación Padre de familia, emitido el 20 de mayo de 2007 a través de FOX.
El episodio está escrito por Mark Hentemann y dirigido por Dan Povenmire junto a Chris Robertson. Las críticas recibidas por parte de la crítica fueron positivas y según la cuota de pantalla Nielsen fue visto por 9,1 millones de televidentes.
El argumento está basado en las películas primera y segunda de Back to the Future. Cuando Peter le pide a la muerte retroceder en el tiempo a sus dieciocho años (cuando entonces salía con Lois) para desmadrarse por una noche, sin embargo a la hora de volver al presente, sus actos provocan efectos no deseados en su matrimonio: Lois se ha casado con Quagmire.

## Argumento
Tras escuchar la nueva experiencia sexual de Quagmire en el bar, Peter cree que ha echado a perder sus años de juventud tras haber conocido a Lois. En el preciso momento la muerte hace acto de escena cuando Horace, el dueño de La Almeja sufre un percance que le deja inconsciente, Peter aprovecha el momento para pedirle que le devuelva al pasado (a 1984) y poder divertirse por una noche junto a Brian. Una vez allí, se reencuentra con una joven Lois de 18 años con la que tenía una cita hasta que decide darle plantón para marcharse con Cleveland a un pub dónde tiene un affair con la actriz Molly Ringwald hasta que la muerte regresa para devolverle al presente.
A la mañana siguiente no tarda en llevarse una sorpresa cuando descubre que sus acciones han tenido consecuencias: Peter resulta estar casado con Ringwald desde hace veinte años al igual que Lois con Quagmire, por otro lado los [entonces] hijos de Peter resultan tener las mismas características de su vecino. Consternado por lo sucedido, Brian le explica a Peter que en el momento de cancelar la cita con su entonces novia para enrollarse con Ringwald, ha cambiado los acontecimientos del presente, puesto que aparte de Peter-Ringwald y Lois-Quagmire, el pasado ha afectado incluso al Gobierno (Al Gore es Presidente en lugar de George W. Bush) y a los asuntos políticos y medioambientales (Osama bin Laden ha fallecido, ha bajado los índices de criminalidad y el acceso a la sanidad y a la educación es gratuita) para regocijo de Brian que ve en los problemas de su amigo, el mundo perfecto. Sin embargo Peter decide regresar a 1984 para deshacer su error, no obstante Brian le comenta que en la actualidad alternativa es casi imposible que muera alguien como antaño (indispensable para que la muerte aparezca), casualmente, Jane Jetson fallece en el acto tras una caída a gran altura en una parodia del intro de Los Supersónicos teniendo de nuevo la oportunidad de aceptar la invitación de Lois en vez de darle plantón. Desafortunadamente vuelve a desperdiciar la ocasión que tenía para arreglar su problema y vuelve a salir con Cleveland olvidándose de Lois. Finalmente, la muerte se harta de sus llamadas y se niega a darle otra oportunidad viéndose obligado a apañárselas por su cuenta.
Al día siguiente cuando Peter va a disculparse ante Lois, todavía enfadada por el desplante, le confiesa que tras la cita tenía pensado sorprenderle con una invitación para el baile en el club de campo, pero que al no aparecer decidió invitar a Quagmire en su lugar. Brian le comenta que en el "presente alternativo" escuchó como Lois se enamoró de Quagmire tras un romántico beso en el baile. Llega la noche y Peter y Brian se cuelan por un conducto de ventilación para recuperar a la que debería ser su mujer, sin embargo el peso de ambos provoca que caigan sobre el escenario y dejen malherido al guitarrista de la banda viéndose obligado Brian a reemplazarle. Por otra parte, Peter intenta convencer a Lois de que están hechos el uno para el otro, pero cuando le vuelve a reprochar la oportunidad que tuvo, Peter queda devastado y se resigna por no haberla valorado, sin embargo y cuando todo parecía perdido, decide demostrarle su amor y tras pegar a Quagmire, le da un beso apasionado con el que le demuestra que siempre le ha importado. Tras reconocer que estuvo a punto de cometer el error de su vida, Peter le pregunta si quiere casarse con él ante una Lois [ya] conmovida, mientras Brian saluda a Peter en señal de victoria al mismo tiempo que los presentes piden "otra canción" que resulta ser el Never Gonna Give You Up de Rick Astley.
El episodio finaliza con todo en su sitio a excepción del cameo de Roger de American Dad para sorpresa de todos.

## Producción
El episodio fue escrito por Mark Hentemann y dirigido por Chris Robertson y Dan Povenmire, el cual dejó la serie para producir Phineas and Ferb para Disney Channel y con la que nominado a tres premios Emmys. Peter Shin, James Purdum y Chris Robertson fueron los supervisores de dirección. En cuanto a la producción ejecutiva, estuvo formada por Seth MacFarlane, Mark Hentemann, Steve Callaghan y Chris Sheridan. Alec Sulkin, Wellesley Wild, Alex Borstein y Mike Henry estuvieron al cargo de la supervisión de la producción. El borrador original estaba centrado en el divorcio de Cleveland y Loretta y en el que Peter, celoso por ver como su vecino disfrutaba de su vida de soltero, este deseaba ser soltero de nuevo. Debido a los derechos por parte de Hanna-Barbera, el opening de Los Supersónicos tuvo que ser reanimada segmento a segmento por Povenmire, incluyendo los fondos de animación.
Meet the Quagmires aparece incluido junto con otros episodios de la quinta temporada de la sexta edición del DVD junto a los seis primeros episodios de la temporada posterior. Como contenidos extras, el DVD dispone de comentario de audio, escenas eliminadas e indultadas y el cómo se hizo el episodio 100.